# Дубока (Кучево)
Дубока је насеље у Србији у општини Кучево у Браничевском округу. Према попису из 2022. било је 703 становника.

## Демографија
У насељу Дубока живи 951 пунолетни становник, а просечна старост становништва износи 46,6 година (46,0 код мушкараца и 47,2 код жена). У насељу има 410 домаћинстава, а просечан број чланова по домаћинству је 2,71.
Ово насеље је углавном насељено Србима (према попису из 2002. године), а у последња три пописа, примећен је пад у броју становника.
|  |

| Демографија | Демографија | Демографија |
| Година      | Становника  | Становника  |
| ----------- | ----------- | ----------- |
| 1948.       | 1.909       |             |
| 1953.       | 1.963       |             |
| 1961.       | 1.932       |             |
| 1971.       | 1.723       |             |
| 1981.       | 1.804       |             |
| 1991.       | 1.646       | 1.468       |
| 2002.       | 1.110       | 1.453       |
| 2011.       | 890         |             |

| Етнички састав према попису из 2002.‍ | Етнички састав према попису из 2002.‍ | Етнички састав према попису из 2002.‍ | Етнички састав према попису из 2002.‍ | Етнички састав према попису из 2002.‍ |
| ------------------------------------ | ------------------------------------ | ------------------------------------ | ------------------------------------ | ------------------------------------ |
|                                      |                                      |                                      |                                      |                                      |
| Срби                                 | Срби                                 |                                      | 990                                  | 89,18%                               |
| Власи                                | Власи                                |                                      | 92                                   | 8,28%                                |
| Румуни                               | Румуни                               |                                      | 4                                    | 0,36%                                |
| непознато                            | непознато                            |                                      | 24                                   | 2,16%                                |

| Година пописа     | 1948. | 1953. | 1961. | 1971. | 1981. | 1991. | 2002. |
| ----------------- | ----- | ----- | ----- | ----- | ----- | ----- | ----- |
| Број домаћинстава | 407   | 423   | 448   | 476   | 475   | 445   | 410   |

| Број чланова      | 1   | 2   | 3  | 4  | 5  | 6  | 7 | 8 | 9 | 10 и више | Просек |
| ----------------- | --- | --- | -- | -- | -- | -- | - | - | - | --------- | ------ |
| Број домаћинстава | 103 | 120 | 76 | 53 | 28 | 24 | 5 | 1 | 0 | 0         | 2,71   |

| Пол    | Укупно | Неожењен/Неудата | Ожењен/Удата | Удовац/Удовица | Разведен/Разведена | Непознато |
| ------ | ------ | ---------------- | ------------ | -------------- | ------------------ | --------- |
| Мушки  | 495    | 112              | 318          | 42             | 22                 | 1         |
| Женски | 500    | 58               | 327          | 99             | 15                 | 1         |
| УКУПНО | 995    | 170              | 645          | 141            | 37                 | 2         |

| Пол    | Укупно                    | Пољопривреда, лов и шумарство | Рибарство                            | Вађење руде и камена | Прерађивачка индустрија       |
| ------ | ------------------------- | ----------------------------- | ------------------------------------ | -------------------- | ----------------------------- |
| Мушки  | 192                       | 56                            | 0                                    | 41                   | 47                            |
| Женски | 116                       | 56                            | 0                                    | 4                    | 20                            |
| УКУПНО | 308                       | 112                           | 0                                    | 45                   | 67                            |
| Пол    | Производња и снабдевање   | Грађевинарство                | Трговина                             | Хотели и ресторани   | Саобраћај, складиштење и везе |
| Мушки  | 3                         | 8                             | 14                                   | 3                    | 5                             |
| Женски | 0                         | 0                             | 17                                   | 2                    | 0                             |
| УКУПНО | 3                         | 8                             | 31                                   | 5                    | 5                             |
| Пол    | Финансијско посредовање   | Некретнине                    | Државна управа и одбрана             | Образовање           | Здравствени и социјални рад   |
| Мушки  | 0                         | 1                             | 3                                    | 4                    | 2                             |
| Женски | 0                         | 1                             | 0                                    | 9                    | 4                             |
| УКУПНО | 0                         | 2                             | 3                                    | 13                   | 6                             |
| Пол    | Остале услужне активности | Приватна домаћинства          | Екстериторијалне организације и тела | Непознато            | Непознато                     |
| Мушки  | 3                         | 0                             | 0                                    | 2                    | 2                             |
| Женски | 2                         | 0                             | 0                                    | 1                    | 1                             |
| УКУПНО | 5                         | 0                             | 0                                    | 3                    | 3                             |